# Technische Universität Moldau
Die Technische Universität Moldau (rumänisch Universitatea Tehnică a Moldovei, kurz UTM) liegt in Chișinău, der Hauptstadt der Republik Moldau. Es ist die einzige Technische Universität in Moldau, die vom Staat akkreditiert ist, und die einzige Hochschule für Ingenieurwissenschaften im Land. Die Universität besteht aus neun Universitätsgebäuden und einem Observatorium mit Planetarium.

## Geschichte
Die Universität wurde 1964 unter dem Namen Institutul Politehnic din Chişinău („Polytechnisches Institut Chișinău“) gegründet. Damals wurden die ingenieur- und wirtschaftswissenschaftlichen Fachrichtungen von der Staatlichen Universität Moldau auf die UTM übertragen. Es entstanden die fünf Fakultäten Elektrotechnik, Mechanik, Technologie, Bauwesen und Wirtschaft. Im ersten Studienjahr 1964/65 gab es 5.140 Studierende und 278 Lehrkräfte.
2022 fusionierte die Universität mit der Universității Agrare de Stat din Moldova („Staatliche Agraruniversität Moldau“). Zu diesem Zeitpunkt kamen die Fakultät für Veterinärmedizin, die Fakultät für Gartenbau und die Fakultät für Agrarwissenschaften hinzu. Später wurden die Fakultäten für Gartenbau sowie Agrarwissenschaften zusammengelegt und bilden seitdem die Fakultät für Agrar-, Forst- und Umweltwissenschaften.
Im Jahr 2023 waren 11.591 Studenten an der UTM eingeschrieben.

## Aktivitäten
Auf dem QS EECA University Ranking 2022 belegt die UTM den Platz 103. Der Index erfasst die Top-Universitäten im aufstrebenden Europa und Zentralasien (Emerging Europe & Central Asia, kurz EECA).
Im Bereich Forschungs-, Entwicklungs- und Innovationstätigkeit fokussiert sich die Universität auf Gesundheit, nachhaltige Landwirtschaft, Ernährungssicherheit und Lebensmittelsicherheit, Umwelt und Klimawandel, soziale Herausforderungen, wirtschaftliche Wettbewerbsfähigkeit und innovative Technologien.
Die UTM gibt zwei wissenschaftliche Zeitschriften heraus, die öffentlich zugänglich sind. Das Journal of Engineering Science (JES) wurde 1995 gegründet und wird im wissenschaftlichen Zeitschriften-Ranking als B+-Zeitschrift geführt. Bis 2018 war die Zeitschrift unter dem Namen Meridian Ingineresc bekannt. Seit 2018 führt die Universität die Journal of Social Sciences (JSS). Die Zeitschrift wird im Ranking ebenfalls als B+ anerkannt.
Mit der UTM gehört Moldau in die Gemeinschaft der Länder, die Weltraumtechnologien entwickeln. An der Universität wurde Moldaus erster Satellit TUMnanoSAT gebaut. Der Nanosatellit wurde am 15. Juli 2022 von einer Falcon-9-Rakete von SpaceX ins Weltall gebracht und trat am 31. Januar 2023 wieder in die Atmosphäre ein. Seit 2016 besitzt die Universität ein eigenes Observatorium, das eines der modernsten in Osteuropa ist.
Bekannt ist die UTM auch in der moldauischen Basketball-Superliga, wo sie mit dem Team CS UTM vertreten ist.

## Internationale Kooperationen
International engagiert sich die UTM im Netzwerk der Schwarzmeer-Universitäten (BSUN), in der Agence Universitaire de la Francophonie (AUF) und der European Universities Association (EUA). Des Weiteren partizipiert die Universität an der Conference of Rectors of the Danube Basin (DRC) und der Regional Conference of Rectors from Central and Eastern Europe (C2R-ECO).
In Deutschland kooperiert die UTM mit der Universität Siegen, der Technischen Universität Ilmenau und der Jade Hochschule in Wilhelmshaven, Oldenburg und Elsfleth.

## Fakultäten
Die Universität bietet Studiengänge in etwa 150 Fachrichtungen und Spezialisierungen an den folgenden elf Fakultäten:
- Fakultät für Elektronik und Telekommunikation
- Fakultät für Energie und Elektrotechnik
- Fakultät für Computer, Informatik und Mikroelektronik
- Fakultät für Lebensmitteltechnologie
- Fakultät für Maschinenbau und Verkehr
- Fakultät für Architektur und Stadtplanung
- Fakultät für Bauwesen, Geodäsie und Kataster
- Fakultät für Wirtschaftsingenieurwesen und Betriebswirtschaft
- Fakultät für Design
- Fakultät für Veterinärmedizin
- Fakultät für Agrar-, Forst- und Umweltwissenschaften.